# Compagnie Générale des Tramways d'Anvers

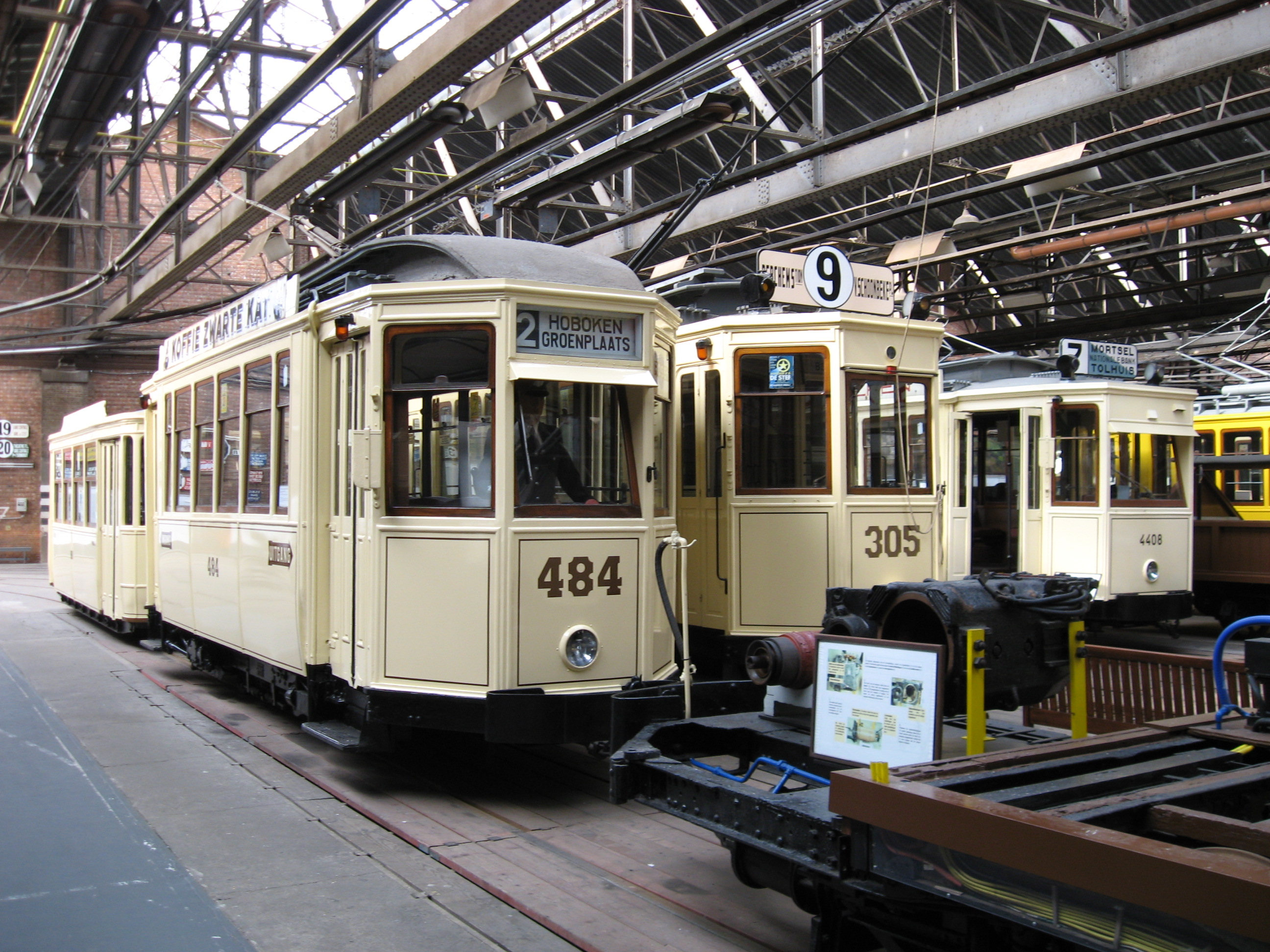
Oude trams van de Compagnie Générale des Tramways d'Anvers in het Antwerpse trammuseum.

De Compagnie Générale des Tramways d'Anvers, afkorting CGTA, was een vervoerbedrijf dat stads- en streekvervoer exploiteerde in de gemeente Antwerpen en in delen van de provincie Antwerpen.

## Geschiedenis
In september 1895 werd een bedrijf genaamd Compagnie Mutuelle de Tramways opgericht als een financieringsgroep met speciale aandacht voor het tram- en omnibusbedrijf. Het bedrijf begon vanaf de jaren 1897-1899 te onderhandelen met diverse Antwerpse trambedrijven met het oog deze samen te smelten en tot een geëlektrificeerd net te komen. Hierdoor werden bijna alle bestaande bedrijven overgenomen en om dit alles in goede banen te leiden richtte Compagnie Mutuelle in 1899 een zusterbedrijf op genaamd Compagnie Générale des Tramways d'Anvers.
De CGTA begon vanaf 1 januari 1900 het samengevoegde in de regio Antwerpen te exploiteren. Dit werd langzamerhand geëlektrificeerd en uitgebreid. De vergunningen liepen t/m 1945 en de CGTA vroeg om in de beginjaren om een verlenging van tien jaar. Dit werd door de Ministerie van Landbouw goedgekeurd maar vanuit het Antwerpse stadsbestuur kwam een negatief advies naar voren. In 1925 exploiteerde CGTA voor het eerst een aantal bussen op een nieuw opgerichte buslijn in de stad Antwerpen.
In 1926 richtte de CGTA het bedrijf A.A. op om mee te kunnen doen aan de nieuwe busconcessies. Ook werd het bedrijf opgericht om de gekregen concessie van Autobus Belges over te kunnen nemen en de bestaande buslijndienst over te nemen. In 1926 stemde de CGTA toch ook mee om hun vergunningen aan een nieuw op te richten maatschappij over te dragen. De CGTA werd vanaf 1927 opgevolgd door Tramways d'Anvers en het bedrijf zelf werd omgevormd tot Electrafina.

## Exploitatie
CGTA exploiteerde verschillende tramlijnen en in 1925 en 1926 ook enkele buslijnen in de regio Antwerpen. Dit gebeurde veelal met het oude materieel van voorgaande vervoerders en met veel nieuw materieel dat vooral in dienst nadat men de bedrijven ging fuseren, men ging overstappen op een geëlektrificeerd net en het netwerk ging uitbreiden.